# Pseudochama exogyra
Pseudochama exogyra är en musselart som först beskrevs av Conrad 1837.  Pseudochama exogyra ingår i släktet Pseudochama och familjen Chamidae. Inga underarter finns listade i Catalogue of Life.